# Elsterwerdaer Fahrradfabrik

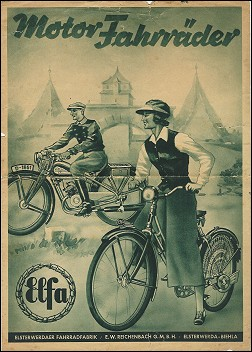
Ein Elfa-Prospekt aus den 1930er-Jahren

Die Elsterwerdaer Fahrradfabrik (ELFA) war ein im südbrandenburgischen Elsterwerda ansässiges Unternehmen, das sich auf die Herstellung von Zweirädern spezialisiert hatte. Die Produktpalette umfasste Fahrräder mit und ohne Hilfsmotor sowie Motorräder. Die dabei verwendeten Motoren stammten jedoch nicht aus eigener Produktion, sondern wurden von Fremdherstellern übernommen (DKW 200er oder Küchen-Motoren).

## Geschichte
Der Schnittwarenhändler Carl Wilhelm Reichenbach übernahm 1890 die Vertretung der Brennabor-Fahrräder. Am 15. Oktober 1894 gründete C.W. Reichenbach mit dem Lauchhammer’schen Werkmeister Springer die Fahrradfabrik Springer & Reichenbach in Elsterwerda. Die Fabrik war eine kleine Werkstatt am Oberlausitzer Bahnhof, in der anfangs 16 junge Leute arbeiteten und die Fahrradmarke „Aegir“ herstellten.
Nach einem Jahr stieg der Werkmeister Springer aus, mit der Unterstützung des Schwagers August Mann wurde Carl Wilhelm Reichenbach Alleininhaber.
Die Zahl der Arbeiter wuchs innerhalb von drei Jahren von 16 auf 50, 1900 waren es 60 und 1914, beim Ausbruch des Ersten Weltkriegs, 200.
Neben den Fahrradmarken „Aegir“ und „C.W.R.“ wurden im Werk Nähmaschinen und Zentrifugen hergestellt.
Im Ersten Weltkrieg musste der Betrieb temporär geschlossen werden, da der größte Teil der Belegschaft eingezogen wurde und Rohstoffe, wie beispielsweise Gummi, nicht mehr vorrätig waren. Die Produktion wurde schließlich wieder aufgenommen, um Armeefahrräder herzustellen.
Nach Ende des Ersten Weltkriegs verhalf die hiesige Braunkohleindustrie zu ungeahnter Blüte. Der Sohn des Gründers, Erich Reichenbach, übernahm das Geschäft. Die Belegschaft wuchs auf 300 Mitarbeiter. In der Nacht vom 13. zum 14. November 1924 zerstörte ein verheerender Brand einen großen Teil der Werksanlagen. Der Neubau der Werkhallen führte dazu, dass die Leistungsfähigkeit erhöht werden konnte. So waren 1927 zwei Werktätige nötig um ein Fahrrad zusammenzubauen; 1894 waren hierfür noch 16 Arbeiter nötig gewesen.
1927 waren 400 Arbeiter und Angestellte im Werk tätig.
Am 1. Juni 1928 wurde der Entschluss gefasst, Motorräder zu bauen. Am 15. Juli 1928 verließ das erste „Elfa“-Motorrad das Werk.
1930 und in den darauffolgenden Jahren wurde das Unternehmen durch die allgemeinen wirtschaftlichen Niedergang schwer getroffen. Die Umstellung der Produktion, finanzielle und technische Reformen konnten dem nicht entgegenwirken. Die Belegschaft sank auf 60 Mann, der Besitz kam zum Teil in fremde Hände, die stolze Familientradition fand ein Ende.
1936 konnte mit Hilfe des Konsul Ziegler das Werk wieder in die Familienhände der Reichenbachs übertragen werden, kurze Zeit später starb C.W. Reichenbach. Das Werk nahm die Fahrrad- und Motorradherstellung sowie politisch bedingt eine Sonderfertigung auf.
Mit Ausbruch des Zweiten Weltkriegs traten neue Schwierigkeiten auf. Gelernte Fachkräfte wurden durch ungelernte Fachkräfte ersetzt, trotz alledem wurden die Fertigungsvorgaben erfüllt. Dies war nur möglich mit Hilfe eines neu eingerichteten Ausbildungs- und Schulungswesens.
1944 betrug die Gefolgschaft 500 Mitarbeiter.
Während der Zeit des Nationalsozialismus fand eine Umstellung der Produktion auf Rüstungsgüter statt. Am 27. April 1945 wurde das Werk bei einem Bombenangriff völlig zerstört. Bereits 1945 begann der Wiederaufbau und ab 1953 spezialisierte sich der Betrieb auf die Produktion von Anlagen zur Milchgewinnung. Ein Meilenstein in dieser Zeit war die Entwicklung des Melkkarussells und dessen Inbetriebnahme 1969. Ab 1970 wurden die Produkte von ELFA unter dem Namen IMPULSA vertrieben.

## Aktuell
Nachfolger von ELFA ist die 1990 durch die Treuhandanstalt gegründete IMPULSA AG.
Seit kurzem wird der Name ELFA als Fahrradmarke von einem kleinen Dresdner Unternehmen wieder genutzt. Schwerpunkt sind Fahrräder mit klassischem Design und moderner Ausstattung.